# Против Лакрита
«Против Лакрита» — судебная речь, которую приписывают древнегреческому оратору Демосфену. Она сохранилась в составе «демосфеновского корпуса» под номером XXXV. Подлинность речи ставилась под сомнение некоторыми античными авторами. Современные исследователи полагают, что речь могла быть написана в 351 году до н. э. и что её автор — не Демосфен.